# Larbaâ Nath Irathen
Larbaâ Nath Irathen (în arabă ) este o comună din provincia Tizi Ouzou, Algeria.
Populația comunei este de 29.376 de locuitori (2008).